# Cắt Amur
Cắt Amur (danh pháp hai phần: Falco amurensis) là một loài chim săn mồi thuộc Họ Cắt (Falconidae).. Chúng sinh sản ở đông nam Siberia và phía bắc Trung Hoa, trú đông ở Nam Phi. Chế độ ăn của nó gồm chủ yếu là côn trùng nhỏ như mối. Cắt Amur là một trong những loài chim di cư xa nhất, di chuyển từ Đông Á tới miền nam châu Phi.

## Hình ảnh

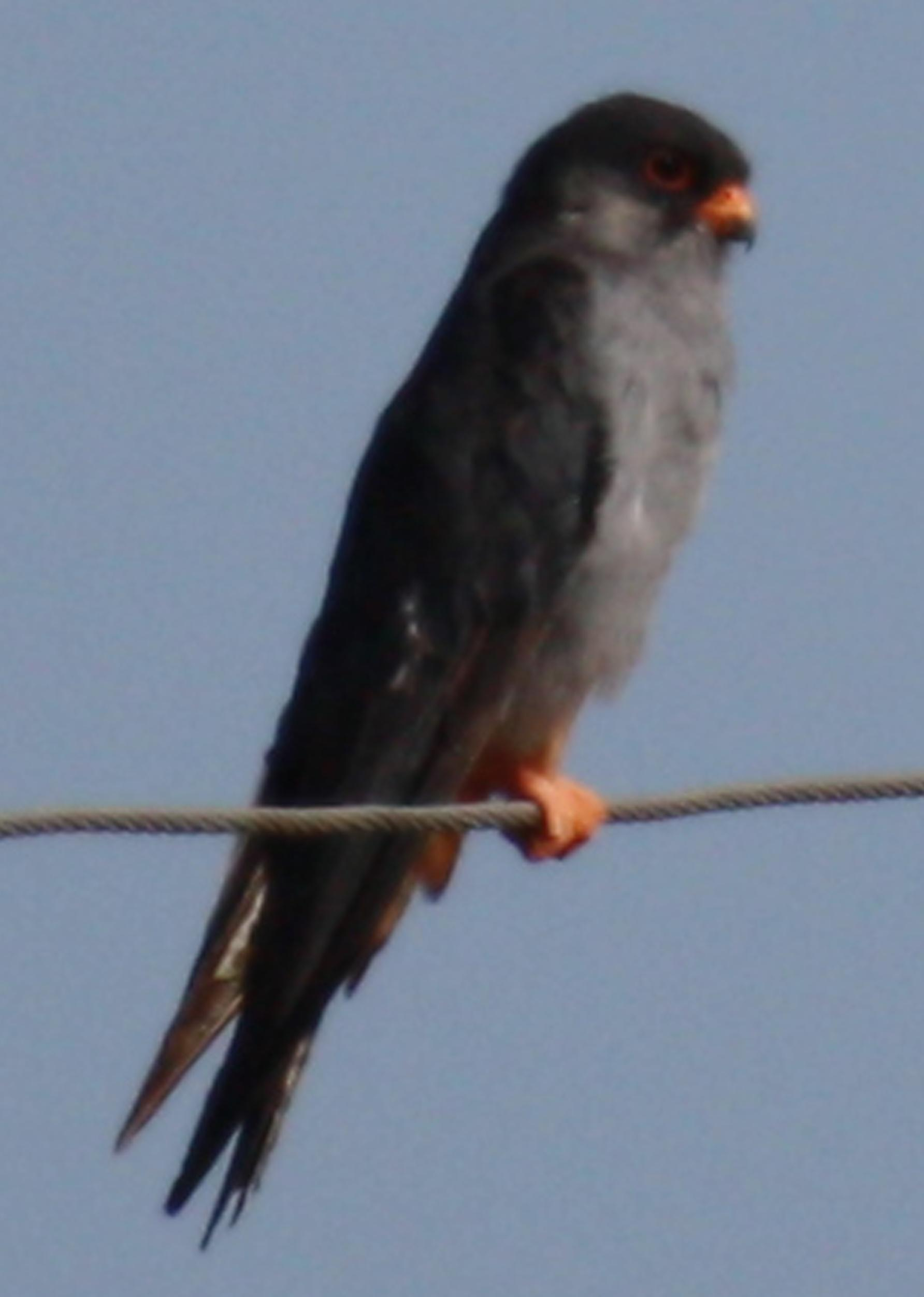
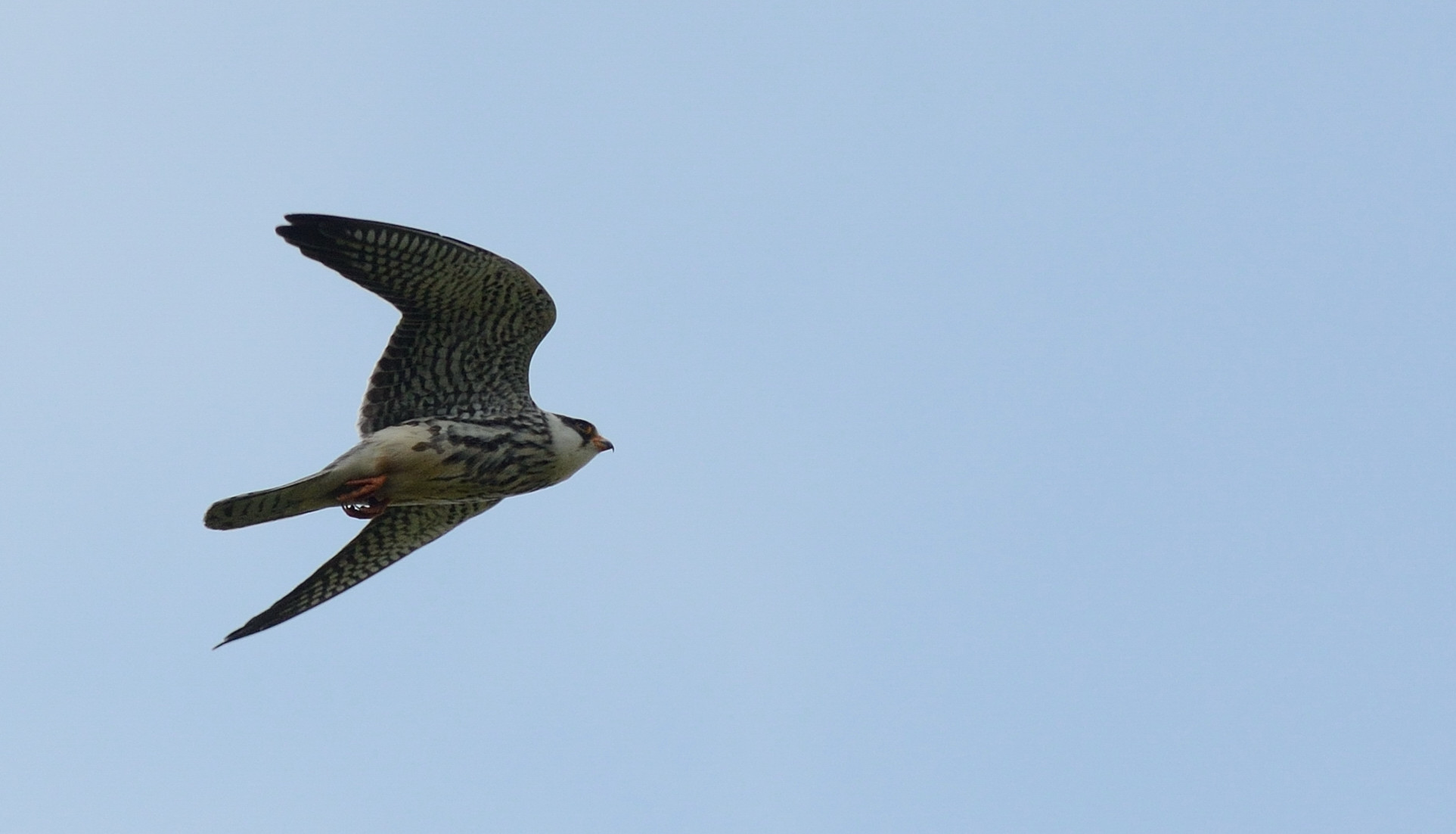
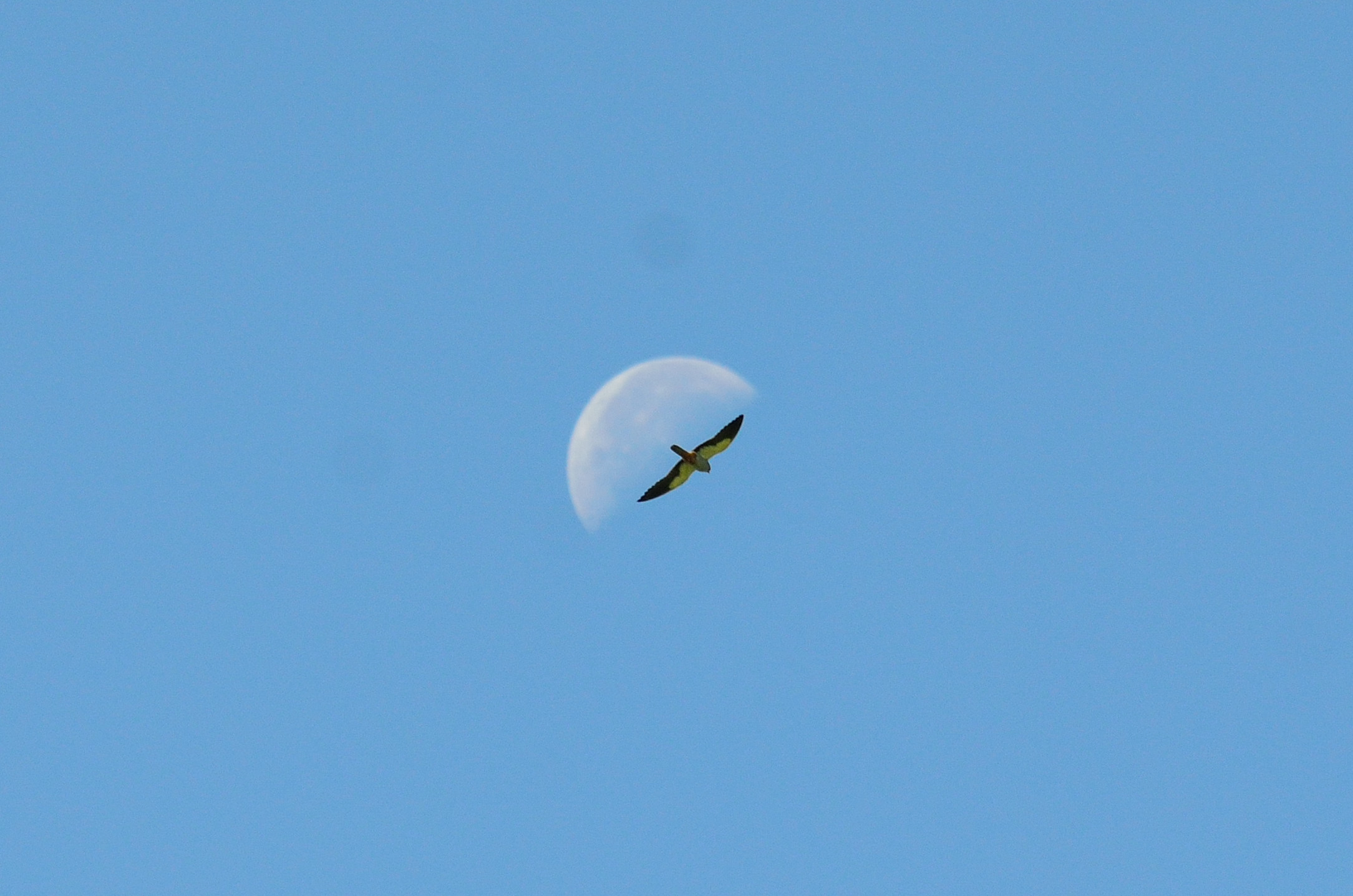
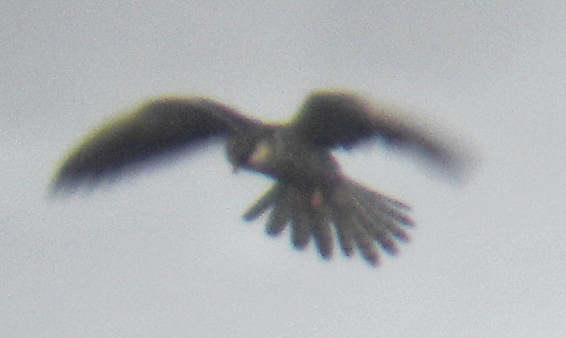